# Mnesicles crenatus
Mnesicles crenatus är en insektsart som först beskrevs av Wilhem de Haan 1842.  Mnesicles crenatus ingår i släktet Mnesicles och familjen Chorotypidae. Inga underarter finns listade i Catalogue of Life.